# Општина Бајишоара (Клуж)
Бајишоара (рум. Băişoara) општина је у Румунији у округу Клуж.
Oпштина се налази на надморској висини од 995 m.